# الحدود النرويجية الروسية

الحدود بين البلدين

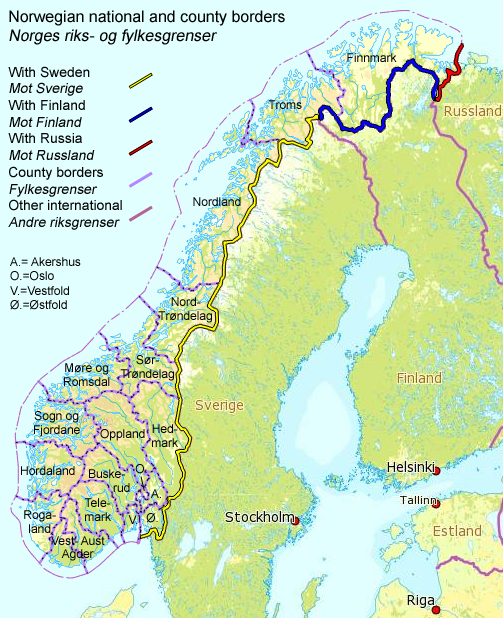
الحدود النرويجية السويدية
الحدود النرويجية الفنلندية
الحدود النرويجية الروسية

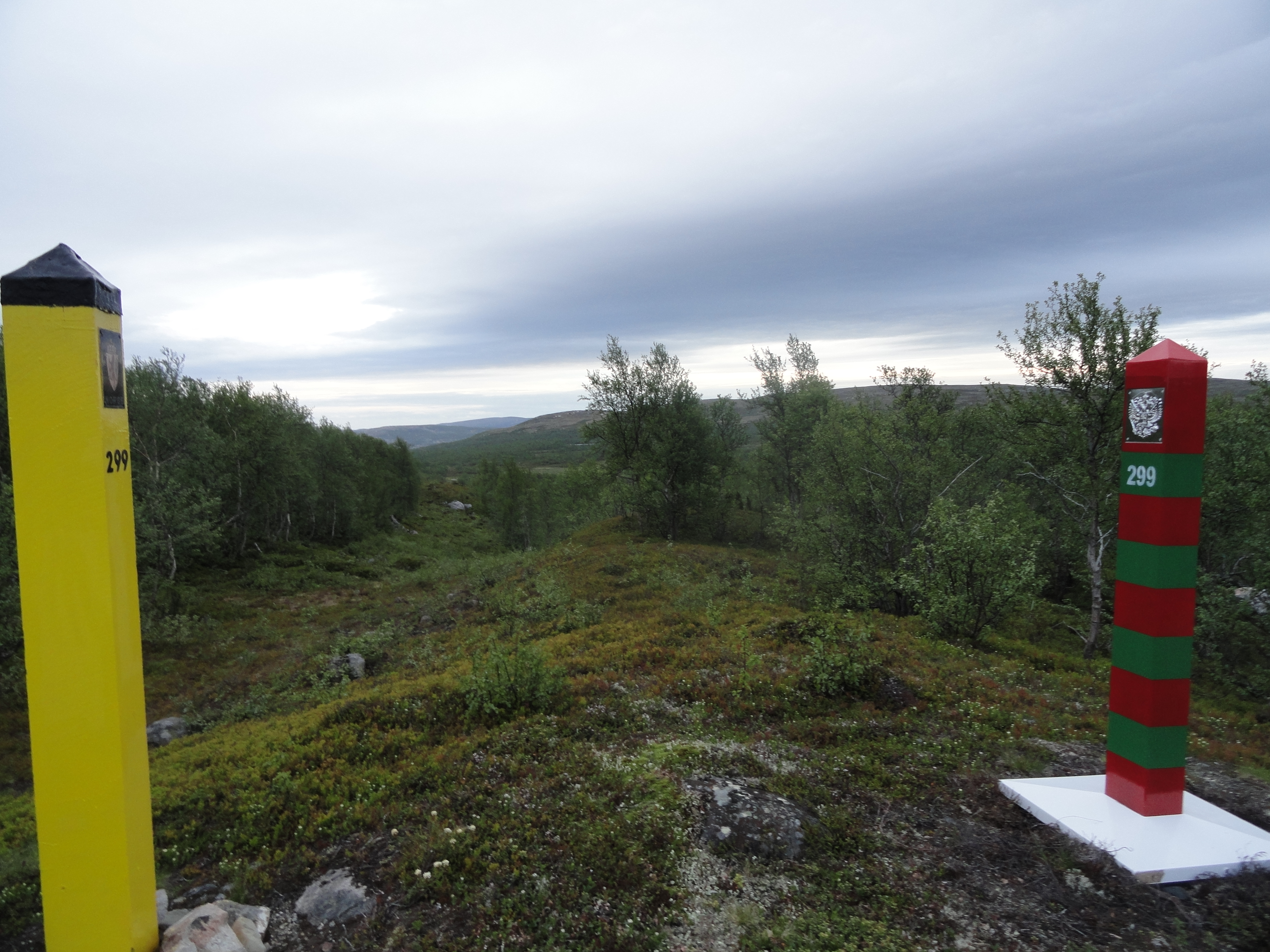
تبلغ المسافة بين الإشارتين الحدوديتين للنرويج (بالأصفر) وروسيا (بالأحمر والأخضر). يجري الخط الحدودي بين البلدين في منتصف هاتين الإشارتين.

تتألف الحدود النرويجية الروسية (بالنرويجية: Russergrensen / Russergrensa)‏ (بالروسية: Российско-норвежская граница)‏ من حدود برية يبلغ طولها 195.7 كم (121.6 ميل)، وتمتد بين منطقة سور فارانغر النرويجية، وبيتشنغسكي الروسية، وحدود بحرية بطول 23.2 كم (14.4 ميل) في فارانغيرفيورد. تتألف أيضًا من حدود بين المنطقتين الاقتصاديتين الخالصتين للبلدين في بحر بارنتس والمحيط المتجمد الشمالي. كانت الحدود بين عامي 1944 و1991 بين النرويج والاتحاد السوفيتي. يوجد هناك معبر حدودي واحد، على الطريق الأوروبي إي105، والواقعة في ستروشكوغ في النرويج وبوريسوغليبسكي (بوريس غليب) في روسيا. تحرس حامية سور فارانغر الجانب النرويجي، ويخضع أيضًا لسلطة مفوضية الحدود النرويجية، وتحرس دائرة حرس الحدود في روسيا الجانب الروسي. يتبع ثلثا الحدود نهري بازفيكيلفا وجاكوبسيلفا.
عُيِّنَت الحدود كمارس (منطقة محايدة عازلة تحت سيطرة مشتركة للدولتين) في معاهدة عام 1326، وفُصِلت كل أجزاء منطقة شعب السامي التي يمكن فرض الضرائب عليها من النرويج وروسيا. حُدِّد الخط الحدودي بموجب معاهدة في عام 1826، وما يزال قائمًا حتى يومنا هذا. تنازلت الدولة عن بيتسامو إلى فنلندا في عام 1920، وأصبحت الحدود جزءًا من الحدود الفنلندية النرويجية. تُرِكت بيتسامو بعدها للاتحاد السوفيتي في عام 1944، وتأسست بذلك الحدود النرويجية مع الاتحاد السوفيتي.
كانت الحدود واحدة من اثنين بين منظمة حلف شمال الأطلسي (الناتو) والاتحاد السوفيتي خلال الحرب الباردة، وكانت الحدود الأخرى بين الاتحاد السوفيتي وتركيا، وكانت تلك الحدود الوحيدة بين روسيا والناتو منذ عام 1991 حتى عام 1999. كانت تلك الحدود أصغر حدود النرويج الثابتة. كان هناك خلاف حول الحدود بين المناطق الاقتصادية الخالصة للبلدين منذ ستينيات القرن الماضي، ولكن حُلَّ ذلك من خلال اتفاقية ترسيم الحدود في عام 2010.

## الجغرافيا
يبلغ طول نهر بافيكيلفا 128 كم (80 ميل)، ويمر عبر وادي بافيكدالن. يستنزف النهر بحيرة إناري في فنلندا ويصب في فارانغيرفيورد في إيلفينيس. يحتل النهر جزءًا صغيرًا من فنلندا، ويحتل مساحة 22 كم (14 ميل) من روسيا قبل الوصول إلى الحدود النرويجية الروسية، ويتحول بعد ذلك إلى نهر حدودي بطول 106 كم (66 ميل). تألف النهر من تسع بحيرات وخمسة عشر شلالًا قبل بناء السد. كان من الممكن في الأصل السفر على طول النهر بالكامل عبر القوارب، ولكن السدود السبعة الحالية جعلت من الصعب مرور القوارب عبرها. ينخفض النهر 114 مترًا (374 قدم)، ويُنظَّم فرق الارتفاع بأكمله ويُستخدم في الطاقة الكهرومائية. تتلقى فنلندا تعويضًا عن تأثير النهر على بحيرة إناري، والذي ينظمها فرق المستوى البالغ 1.75 مترًا (5 قدم و9 بوصة).

## المعابر

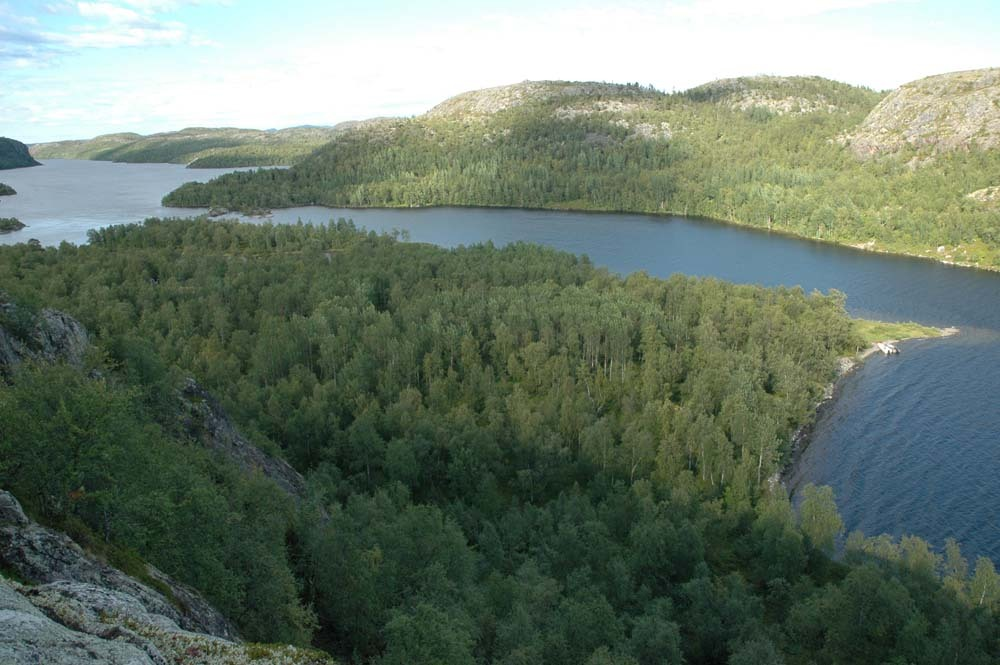
Harefossen: مشهد لنهر باسفيكيلفا عند الحدود النرويجية-الروسية

هناك نقطة عبور حدودية قانونية واحدة، مع وجود محطات على كلا الجانبين، في ستورشكوغ في النرويج وبوريسوغليبسكي في روسيا، وتقع على الطريق السريع إي105 على بعد 15 كم شرق شيركنيس. يُعد وقت العبور في كلتا المحطتين غير متوقع ويعتمد على مقدار حركة المرور. يُفتح المعبر بين الساعة السابعة صباحًا والثامنة مساءً بالتوقيت النرويجي. تُراقب دائرة شرطة فينمارك الشرقية الهجرة في ستورشكوغ، وتطبق سلطات الجمارك والضرائب النرويجية الرسوم الجمركية. تملك مفوضية الحدود النرويجية أيضًا ممثلين عند نقاط التفتيش. تُعدّ هذه المعابر الحدودية البرية الوحيدة في النرويج التي لا تحد منطقة شنغن، وبالتالي فهي المعابر الحدودية الوحيدة الواقعة تحت يد الشرطة.
تدير خدمة حرس الحدود الروسية المعبر الحدودي في بوريسوغليبسكي، والذي يتكون من منطقة جمركية ومنطقة مراقبة حدودية تحدث بهما عمليات تفتيش مستقلة. يستغرق دخول المسافرين عبر بوريسوغليبسكي إلى منطقة الحدود الأمنية عشرين دقيقة فقط. يقع الطريق خارج سياج الأسلاك الشائكة الذي يمتد على طول حدود روسيا وفنلندا بأكملها. توجد نقطة تفتيش أخرى عند الوصول إلى نهاية منطقة العبور تُفحص فيها جوازات السفر. كان هناك في السابق نقطة تفتيش أخرى تقع في تيتوفكا، بين نيكل ومورمانسك. توجد نقاط تفتيش حدودية اليوم أكثر مما كانت عليه خلال الحرب الباردة.
فُتِح جسر جديد يمر فوق نهر باسفيك منذ 29 سبتمبر عام 2017، ويتضمن أيضًا مراكز جمركية لكل من ستورشكوغ وبوريسوغليبسكي تتعامل مع الرحلات بين البلدين.
كان هناك 140,855 حالة عبور حدودي في عام 2010، كان 19 ألف منها للنرويج والباقي لروسيا. هناك خمسة دوافع رئيسية لحركة المرور عبر الحدود: التسوق في المدن الحدودية، والأعمال التجارية، والعطلات والترفيه، وزيارة الأصدقاء والأقارب، والانتقال إلى وجهات أخرى عبر مطار شيركنيس في هويبكتمون. يمكن للمقيمين الروس في أوبلاست مورمانسك، وأوبلاست أرخانغلسك وأوكروغ نينيتس الذاتية الحصول على تأشيرات مرور بومور، وهي تأشيرة متعددة الدخول من شنغن، دون دعوة. أصدرت القنصلية العامة الروسية في شيركنيس 8000 تأشيرة للنرويجيين في عام 2010.
يوجد هناك ترتيب خاص (تقريبًا) بدون تأشيرة لمنطقة محددة تتراوح مساحتها بين 30 و50 كم (19 و31 ميل) حول الحدود، وذلك بناءً على بند في اتفاقية شنغن. أُتيح هذه الترتيب لسكان المنطقة فقط للسنوات الثلاث الماضية، وتطلب الحصول على بطاقة تعريف خاصة من قنصلية الدولة للزيارة (نوع من التأشيرة متعددة الرحلات) يُحدد بموجبها البقاء لمدة 15 يومًا. تشمل المدن داخل المنطقة شيركنيس في النرويج ونيكل وبيتشينغا وزابوليارني في روسيا.
يُعد 9000 نرويجي و54000 روسي مؤهلين لهذا الترتيب. تعد هذه المرة الثانية التي تُوقَّع فيها اتفاقية حدودية بدون تأشيرة بين روسيا وجزء من منطقة شنغن، وذلك بعد توقيع اتفاقية مماثلة حول الحدود بين بولندا وأوبلاست كالينينغرادسكايا. تُحسب المسافة التي تبلغ 30 كم كمسافة مستقيمة على الخريطة، فيمكن بذلك للنرويجيين المحليين زيارة زابوليارني، وهي أكبر مدينة في المنطقة الحدودية، وتقع على بعد 11 كم (7 ميل) من الحدود، ولكن على بعد 50 كم (31 ميل) من المحطة الحدودية برًا.
يوجد هناك المزيد من الطرق التي تعبر الحدود وتتصل بشبكة الطرق في كلا البلدين، والتي يُمنع العامة من المرور بها. يُعد مصنعا سكوغفوس وهيفوسكوشي المصنعان الكهرومائيان لنهر باتسجوكي. يملك معبر الحدود التاريخي في سكفرهوليت مثل هذا الطريق، وهناك واحد فوق الجزء العلوي من نهر جاكوبسيلفا.
يُسمح لسكان النرويج بالعمل على القوارب في النهرين الحدوديين والصيد، وذلك بسبب منح النرويج الحق في السفر حتى الحدود. يجب أن تكون جميع القوارب مسجلة لدى لجنة الحدود النرويجية، ويجب تركيب لوحات التسجيل على جانبي السفينة. يُسمَح بوجود القوارب في وضح النهار فقط. يُسمَح بالصيد وركوب القوارب فقط على الجانب النرويجي من النهر، ولكن في الممرات الضيقة من باتسجوكي، فيُسمَح بالمرور عبر الجانب الروسي بشرط عدم توقف القارب إلا في حالات الطوارئ. تتميز أجزاء من باتسجوكي بعوامات صفراء على طول الخط الحدودي خلال فصل الصيف.
انتعشت التجارة الحدودية بعد تفعيل الترتيب الخالي من التأشيرة. يشتري النرويجيون البنزين والديزل في روسيا بأقل من نصف السعر في النرويج. هذه هي الحدود في أوروبا مع اختلاف أكبر في أسعار الوقود. يشتري النرويجيون أيضًا بعض المنتجات الروسية مثل مواد البناء وبعض الخدمات مثل مواد تزيين الشعر. تُعد المواد المنتجة في الاتحاد الأوروبي واليابان وما إلى ذلك، مثل الملابس والإلكترونيات، أغلى ثمنًا في روسيا بسبب الرسوم، لذلك غالبًا ما يشتريها الروس بلا الضرائب في شيركنيس. يوجد هناك قيود على استيراد المواد الغذائية في كلا الاتجاهين، وخاصة اللحوم، ولا يمكن استيراد الكحول في النرويج إلا إذا بقيت في روسيا أكثر من 24 ساعة، فلذلك تُعد تجارة المواد الغذائية والكحول أقل في كثير من الأحيان، والتي هي، بخلاف ذلك، أكثر السلع تداولًا بين الحدود السويدية النرويجية والفنلندية النرويجية.

## وصلات خارجية
- النص الكامل لمعاهدة الحدود البحرية (2010)